# Prințesa Matilda de Bavaria (1877-1906)
Prințesa Matilda de Bavaria (Mathilde Marie Theresia Henriette Christine Luitpolda; 17 august 1877 - 6 august 1906) a fost al șaselea copil al regelui Ludwig al III-lea al Bavariei și a soției sale, Maria Theresa de Austria-Este. După decesul ei timpuriu, s-a publicat în 1910 o culegere de poeme pe care le-a scris, sub titlul Traum und Leben - Gedichte einer früh Vollendeten.

## Primii ani
Prințesa Matilda s-a născut la 17 august 1877 ca al șaselea copil și a treia fiică a regelui Ludwig al III-lea al Bavariei la reședința de vară a familiei, Villa Amsee în Lindau. Deși a fost fiica favorită a tatălui ei, cu mama ei nu a avut o relație apropiată. Unii au speculat că s-a căsătorit numai că să scape de acasă.

## Căsătorie și copii

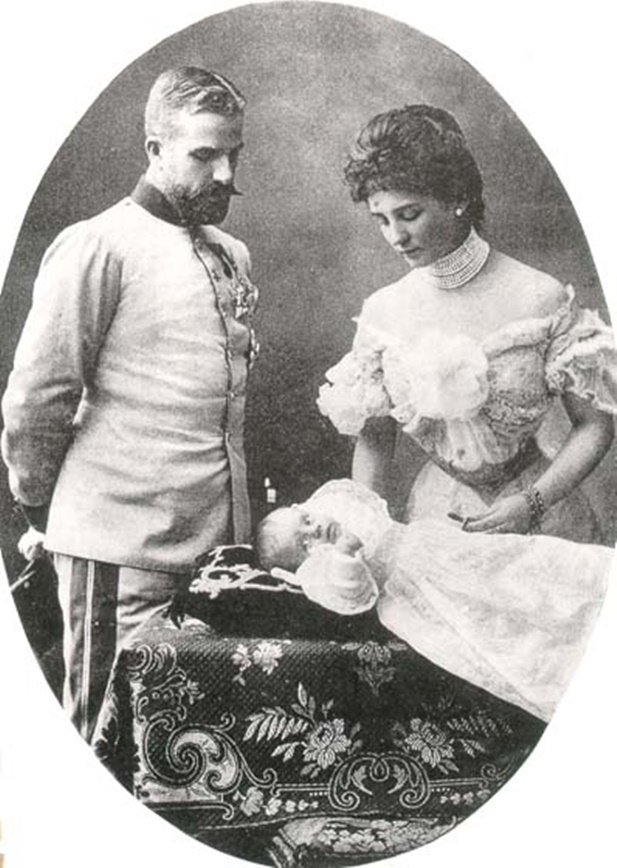
Matilda și Ludwig cu fiul lor.

S-a zvonit de diferiți candidați pentru o căsătorie cu Prințesa Matilda. Printre ei și Prințul Neapolelui în 1896, însă în cele din urmă Prințul s-a căsătorit cu Prințesa Elena de Muntenegru un an mai târziu. Alți candidați au fost Arhiducele Franz Ferdinand al Austriei, moștenitor al tronului austro-ungar, și Jaime, Duce de Madrid.
La 1 mai 1900 la München, Matilda s-a căsătorit cu Prințul Ludwig de Saxa-Coburg-Kohary, fiu al Prințului Ludwig August de Saxa-Coburg-Kohary și a soției lui, Prințesa Leopoldina a Braziliei. El era căpitan în armata austriacă și crescuse în Brazilia ca nepot al împăratului Pedro al II-lea. Prințul făcea parte din ramura catolică a Casei de Saxa-Coburg și Gotha. Împreună au avut doi copii:
- Prințul Antonius de Saxa-Coburg și Gotha (17 iunie 1901 - 1 septembrie 1970)
- Prințesa Maria Immaculata de Saxa-Coburg și Gotha (10 septembrie 1904 - 18 martie 1940)

## Deces
Matilda a murit la 6 august 1906, la Davos, Elveția de tuberculoză la vârsta de 28 de ani. Soțul ei s-a recăsătorit un an mai târziu cu contesa Ana de Trauttmansdorff-Weinsberg.

## Legături externe
Materiale media legate de Prințesa Matilda de Bavaria la Wikimedia Commons